# Ernst Cahn

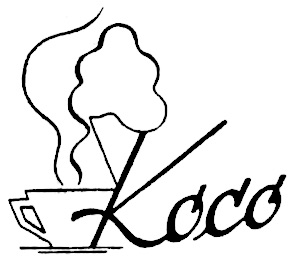
IJssalon Koco

Ernst Cahn (Remagen, 27 juli 1889 - Waalsdorpervlakte, 3 maart 1941) was de eerste verzetsstrijder die tijdens de Tweede Wereldoorlog in Nederland werd geëxecuteerd door de nazi's. Cahn was geen Nederlander, maar een gevluchte Joodse emigrant uit Duitsland.
Cahn was koopman en samen met Alfred Kohn (Berlijn, 8 april 1890 – Auschwitz, wsl. 18 januari 1945) eigenaar van de ijssalons Koco in Van Woustraat 149 en de Rijnstraat te Amsterdam. Beide mannen waren Joodse vluchtelingen afkomstig uit Duitsland. Vanuit de ijssalon in de Van Woustraat werden verzetsactiviteiten georganiseerd, de salon was de thuisbasis voor Joodse knokploegen, waar Cahn lid van was, en het verzet tegen de anti-Joodse rellen van februari 1941 werd vanuit de salon georganiseerd.
Op 19 februari 1941 werd de ijssalon min of meer toevallig overvallen door de Grüne Polizei, waarbij een flinke knokpartij ontstond waarbij ammoniakgas is vrijgekomen. Het is onduidelijk of er met voorbedachten rade een installatie was aangebracht of dat het louter een ongeluk was waarbij een Duitser per ongeluk een fles ammoniak, benodigd ter bereiding van ijs, heeft omgestoten. Volgens De Jong was het opzet. Er zijn belastende en ontlastende verklaringen omtrent de gebeurtenissen bij ijssalon Koco. Cahn en Kohn werden gearresteerd en gevangengezet en er werden buurtrazzias gehouden, wat de aanleiding zou worden voor de Februaristaking.
Tot 3 maart 1941 zat Cahn in het Huis van Bewaring in Scheveningen ('Oranjehotel'), waar hij ondanks marteling weigerde de naam van de monteur van de ammoniakinstallatie te noemen. Ernst Cahn was de eerste verzetsstrijder die op de Waalsdorpervlakte werd doodgeschoten.

## Na de oorlog
Na de oorlog werd in de Amsterdamse wijk De Aker een straat naar Cahn vernoemd; de Ernst Cahnsingel. Tevens is brug 401 tussen de Rijnstraat en van Woustraat de Ernst Cahn en Alfred Kohnbrug genoemd. Aan het betreffende gebouw van de ijssalon in de Van Woustraat is een plaquette aangebracht.
In 1985 werd over de gebeurtenissen in de oorlog rond de ijssalon een speelfilm gemaakt onder regie van Dimitri Frenkel Frank onder de titel De ijssalon. Ernst Cahn heet in deze film Otto Schneeweiß.

## Referenties

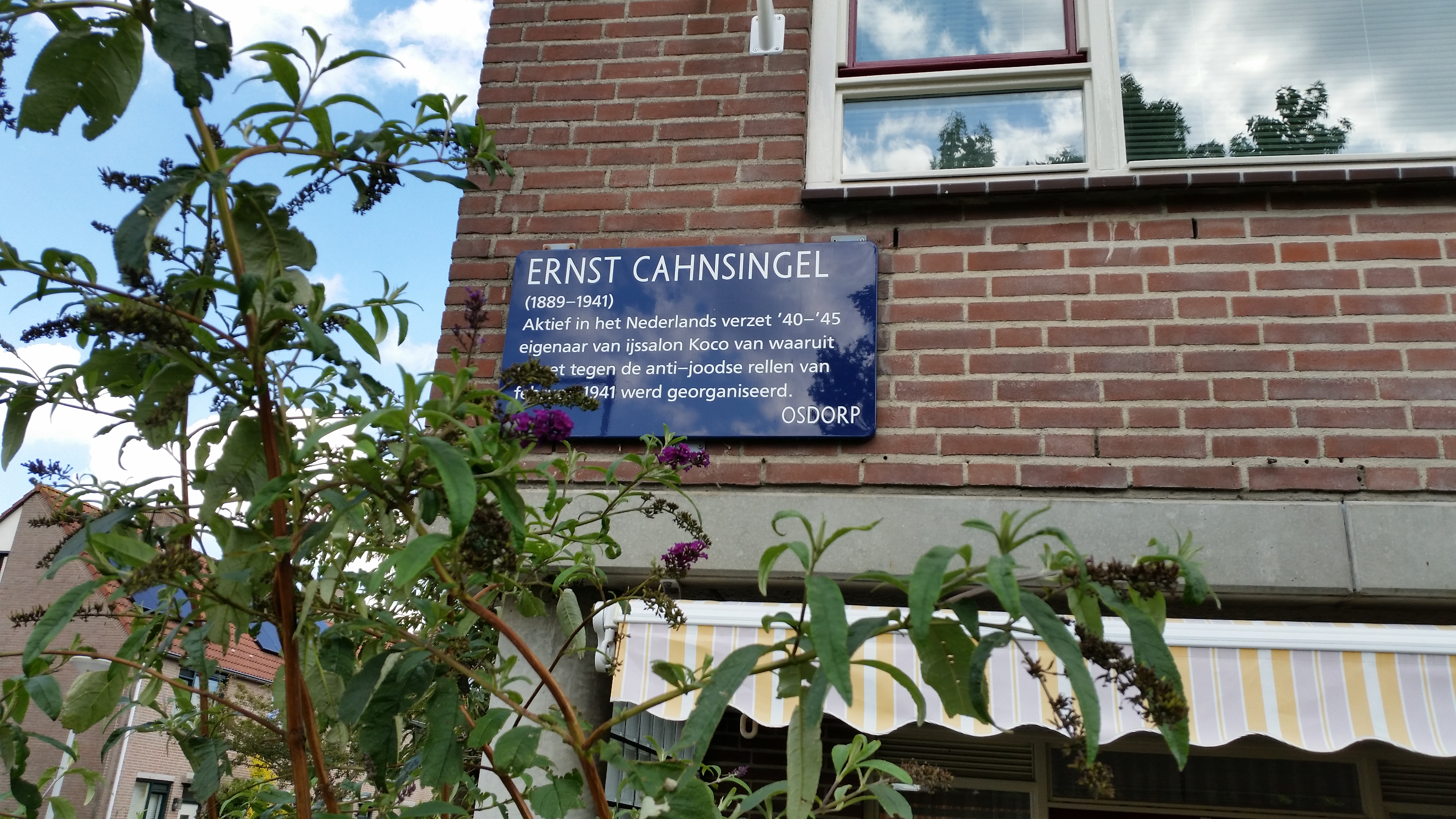
Straatnaambord in Amsterdam Nieuw-West (september 2020)

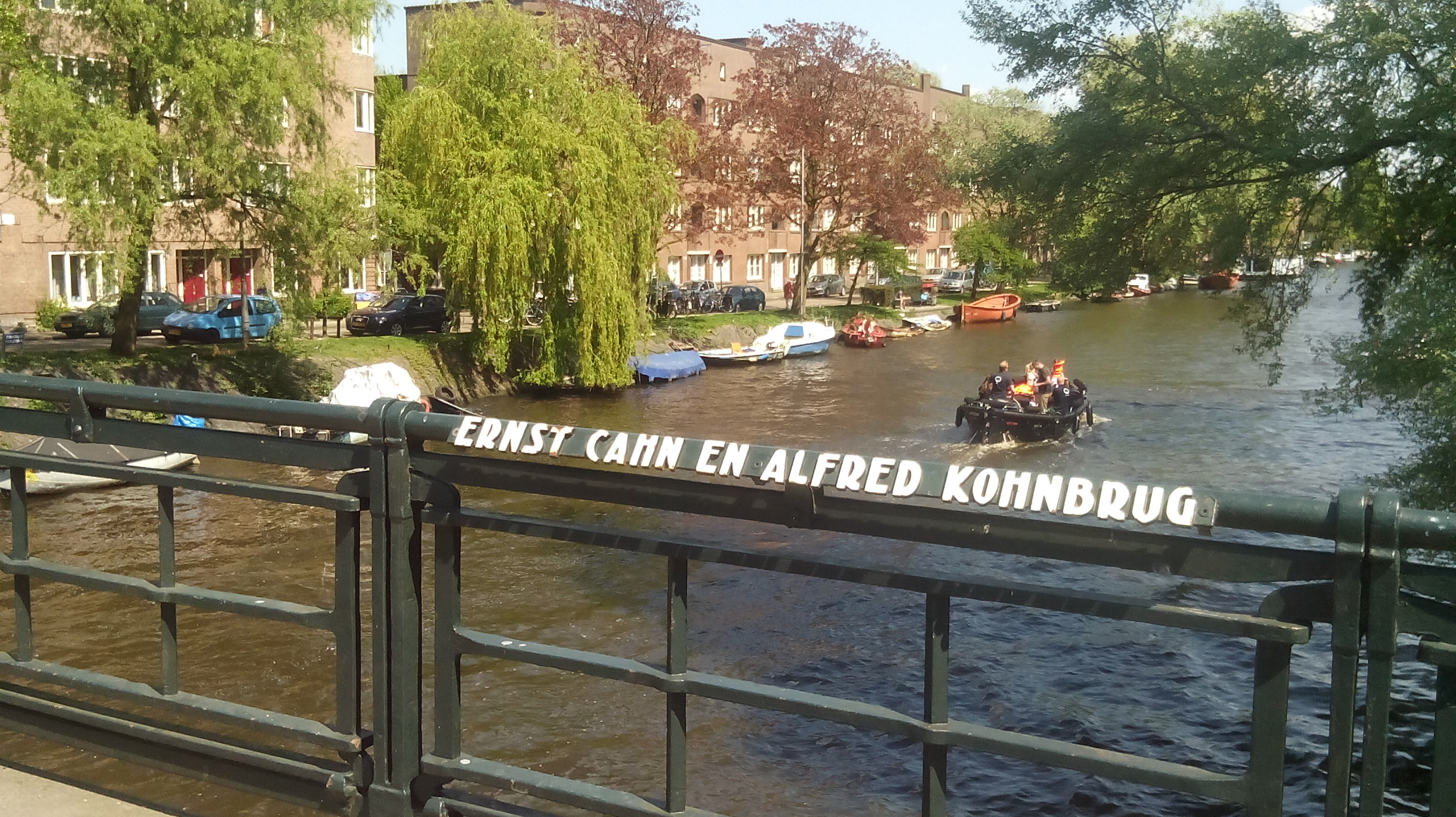
Brug 401 (mei 2016)